# هرسك نوفي
هرسك نوفي (الصربية السيريلية: Херцег Нови) مدينة ساحلية في الجبل الأسود تقع عند مدخل خليج كوتور وعند سفح جبل أورجين. وهي المركز الإداري لبلدية هرسك نوفي التي يبلغ عدد سكانها حوالي 33000 نسمة. عرفت هرسك نوفي باسم Castelnuovo («القلعة الجديدة» باللغة الإيطالية) بين عامي 1482 و 1797، عندما كانت جزءًا من الإمبراطورية العثمانية وألبانيا الفينيسية في جمهورية البندقية. وكانت أسقفية كاثوليكية ولا تزال تعتبر كرسي لقبي باسم نوفي. مرت هرسك نوفي بماضٍ مضطرب، على الرغم من كونها واحدة من أصغر المستوطنات على البحر الأدرياتيكي. أدى تاريخ المهن المتنوعة إلى ظهور مزيج من الطراز المعماري المتنوع والرائع في المدينة.

## الأسماء
في الجبل الأسود، تُعرف المدينة باسم هرسك نوفي (Herceg Novi) أو (Херцег Нови) ؛ وفي الإيطالية (Castelnuovo) ؛ وباللغة اليونانية (Neòkastron) (Νεοκαστρον)، وكلها تعني «القلعة الجديدة».